# Castillo de los Rojas (Poza de la Sal)
El castillo de los Rojas se encuentra ubicado en lo alto de una colina a cuya falda se extiende la localidad de Poza de la Sal, en la provincia de Burgos (Castilla y León - España).
Como todos los castillos en España, se encuentra protegido por el Decreto de 22 de abril de 1949, expedido por el Ministerio de Educación Nacional (B.O.E. 5-5-1949) sobre protección de los castillos españoles.

## Historia

### Origen

Panorámica desde el Castillo de los Rojas.

A finales del siglo IX el conde Diego Rodríguez Porcelos repobló Poza construyendo el castillo para la defensa del nuevo territorio. Esta repoblación se enmarca en el mismo periodo que la construcción del castillo de Pancorbo y la fundación de Burgos en 884, fijándose nuevas fronteras. Como otros castillos de esta época seguramente se trataría de una torre principal rodeada de algunos muros y barbacanas.

### Edificio actual
En el siglo XIV la familia Rodríguez de Rojas construyó el castillo actual sobre el anterior castillo del siglo IX. Con este nuevo castillo y sus murallas, la villa de Poza quedaba completamente protegida.

### Guerra de Independencia
El castillo fue rehabilitado en 1808 por tropas francesas y soportó continuos ataques de guarniciones burgalesas hasta el fin de la guerra.